# Proborhyaena gigantea
Proborhyaena gigantea és una espècie extinta de mamífer esparassodont de la família dels proborhiènids que visqué a Sud-amèrica durant l'Oligocè, fa entre 21 i 29 milions d'anys. Se n'han trobat restes fòssils a l'Argentina, Bolívia i l'Uruguai. Es tracta de l'única espècie classificada actualment en el gènere Proborhyaena, que anteriorment també incloïa l'espècie actualment coneguda com a Australohyaena antiqua. Era un dels marsupials carnívors més grossos de tots els temps, si no el més gros, amb una llargada de més o menys 150 cm i un pes estimat de fins a 600 kg. Tenia el cap gros, la mandíbula potent i dents enormes que feia servir tant per tallar carn com per trencar ossos. La seva constitució robusta fa pensar que era un depredador d'emboscada. El nom genèric Proborhyaena significa ‘abans de Borhyaena’.